# Elecciones generales de Mozambique de 2024
Las elecciones generales en Mozambique se celebraron el 9 de octubre de 2024. Para elegir al Presidente de la República y 250 escaños de la Asamblea de la República.
El partido gobernante, FRELIMO, que se ha caracterizado cada vez más por la preocupación por el autoritarismo y la impunidad en medio de las controversias en torno alas elecciones locales de 2023 y las elecciones generales de 2019, que ganaron con un amplio 73 %. Fue declarado ganador de las elecciones, y su líder, Daniel Chapo, fue proclamado presidente electo. Esto fue cuestionado por Venâncio Mondlane, con su partido PODEMOS afirmando que Mondlane había recibido el 53 % de los votos utilizando datos de sus observadores electorales. El resultado también fue cuestionado por la Conferencia Episcopal de Mozambique y la Unión Europea, mientras que estallaron protestas mortales por los resultados de las elecciones, con al menos 10 manifestantes muertos por las fuerzas policiales.

## Antecedentes
El FRELIMO, que gobierna el país desde 1975, cuando creó un estado marxista-leninista de partido único, permitió elecciones multipartidistas como parte del proceso de paz que puso fin a la guerra civil mozambiqueña en 1994; sin embargo, la oposición ha denunciado estas elecciones como amañadas a favor del FRELIMO. Después de las elecciones locales de 2023, estallaron protestas debido a un presunto fraude por parte del FRELIMO, y la policía mató al menos a tres manifestantes. Las percepciones públicas de las elecciones fueron moderadas, ya que muchos ven una victoria del FRELIMO como una conclusión inevitable.

## Sistema electoral
El Presidente es elegido mediante el sistema de dos vueltas. Los 250 miembros de la Asamblea de la República son elegidos por representación proporcional en once distritos plurinominales ubicados en las provincias del país y por mayoría simple de dos distritos uninominales que representan a los ciudadanos mozambiqueños en África y Europa. Los escaños en las circunscripciones plurinominales se asignan mediante el método d'Hondt, con un umbral electoral del 5 %.
Se ha expresado preocupación por las discrepancias en el número total de votantes registrados, que asciende a más de 17 millones. La organización no gubernamental Centro de Integridade Pública, citando datos publicados por el CNE, dijo que hay 878 868 votantes registrados más que adultos en edad de votar en algunas provincias, lo que los lleva a describir al 5 % del electorado como «votantes fantasma». El Instituto Internacional para la Democracia y la Asistencia Electoral también señala la existencia de «votantes fantasmas» en siete de las diez provincias del país, y se cree que hasta un tercio de la población votante registrada en la provincia de Gaza es inexistente.

## Candidatos
El 5 de mayo de 2024, tras una reunión de su Comité Central, el FRELIMO anuncio a Daniel Chapo, un profesor de derecho de 47 años y ex locutor de radio, como su candidato en las próximas elecciones para suceder al presidente saliente Filipe Nyusi. Chapo es el primer candidato presidencial del FRELIMO que nació después de que Mozambique obtuviera la independencia en 1975. 
En la misma fecha, el Movimiento Democrático de Mozambique (MDM) eligió a su líder, Lutero Simango, como su candidato para las elecciones de octubre.
Otros candidatos son Ossufo Momade, líder del partido RENAMO desde 2018 que había perdido en las elecciones presidenciales de 2019 ante Nyusi, y Venâncio Mondlane, banquero e ingeniero forestal que se presenta como independiente tras separarse de RENAMO tras presentarse sin éxito a las elecciones a la alcaldía de Maputo en 2023.

## Campaña
La campaña se llevó a cabo del agosto al 6 de octubre. Tanto Chapo como Momade también hicieron paradas de campaña en la vecina Sudáfrica, apelando a los votantes extranjeros de allí. Los tres candidatos mencionaron la resolución de la insurgencia en Cabo Delgado como su principal prioridad. El candidato independiente Venâncio Mondlane era visto como el mayor desafío para Chapo.

## Observadores
La Comunidad de Desarrollo del África Meridional envió 52 observadores electorales para supervisar las elecciones. La Unión Africana y la Unión Europea también desplegaron observadores. Más de 200 centros de votación negaron el acceso de observadores durante las elecciones.

## Resultados
Para el 16 de octubre, los informes preliminares mostraban a Chapo a la cabeza. El 24 de octubre, el CNE anunció que Chapo fue electo con el 71 % de los votos, mientras que la participación fue del 43 %. También dijo que el FRELIMO ganó en todas las elecciones provinciales y obtuvo 195 de los 250 escaños en el parlamento, con PODEMOS ganando 31 escaños y RENAMO ganando 20. PODEMOS impugnó los resultados, publicando su propio conteo paralelo de sus observadores electorales que mostró que Mondlane ganó con el 53% de los votos y el partido ganó 138 escaños. PODEMOS proporcionó más de 660 libras de boletas tabuladas para respaldar su conteo electoral.

### Presidente
| Candidato                          | Candidato                          | Partido                            | Votos      | %      |
| ---------------------------------- | ---------------------------------- | ---------------------------------- | ---------- | ------ |
|                                    | Daniel Chapo                       | FRELIMO                            | 4,912,762  | 70.67% |
|                                    | Venâncio Mondlane                  | PODEMOS                            | 1,412,517  | 20.32% |
|                                    | Ossufo Momade                      | RENAMO                             | 403,591    | 5.81%  |
|                                    | Lutero Simango                     | MDM                                | 223,066    | 3.21%  |
| Total                              | Total                              |                                    | 6,951,936  | 100    |
| Votos inválidos y en blanco        | Votos inválidos y en blanco        | Votos inválidos y en blanco        | 273,858    | 3.67   |
| Votantes registrados/Participación | Votantes registrados/Participación | Votantes registrados/Participación | 17,169,232 | 43.48% |
| Fuente: Mozambique Club            |                                    |                                    |            |        |

### Asamblea de la República
| Partido                            | Partido                            | Votos | %   | Escaños | +/– |
| ---------------------------------- | ---------------------------------- | ----- | --- | ------- | --- |
|                                    | FRELIMO                            |       |     | 195     | 11  |
|                                    | PODEMOS                            |       |     | 31      |     |
|                                    | RENAMO                             |       |     | 20      | 40  |
|                                    | MDM                                |       |     | 4       | 2   |
| Votos inválidos y en blanco        | Votos inválidos y en blanco        |       | –   | –       | –   |
| Total                              | Total                              |       | 100 | 250     |     |
| Votantes registrados/Participación | Votantes registrados/Participación |       |     | –       | –   |
| Fuente: Mozambique Club            |                                    |       |     |         |     |

## Consecuencias

### Protestas postelectorales
Mientras se realizaba el escrutinio el 11 de octubre, Venâncio Mondlane amenazó con lanzar una huelga nacional si el FRELIMO se declaraba victorioso. Ese mismo día, observadores de la Unión Europea y el Parlamento Europeo exigieron que las autoridades electorales centrales publicaran todos los detalles de la votación en todos los lugares de votación. A pesar de tener los datos, las autoridades electorales centrales se han negado a hacerlo. Los observadores de la UE dijeron más tarde que había habido «irregularidades durante el escrutinio y alteración injustificada de los resultados electorales a nivel de colegios electorales y distritos». Más tarde, Mondlane fijó el inicio de la huelga para el 21 de octubre. El 16 de octubre, cuatro personas fueron detenidas durante una marcha encabezada por Mondlane en Nampula.
El 14 de octubre, Lutero Simango y el Movimiento Democrático de Mozambique anunciaron que rechazarían cualquier recuento oficial de votos debido a «muchas irregularidades y manipulaciones» y que impugnarían oficialmente las elecciones en los tribunales. Uno de los principales problemas que ha tenido el MDM con las elecciones es que uno de sus votantes fue arrestado sin cargos en un colegio electoral en Ribàué. El MDM también anunció que estaban llevando a cabo un conteo de votos paralelo que darán a conocer cuando se publique el voto oficial para la comparación.
El 16 de octubre, el fiscal general de Mozambique citó a Venâncio Mondlane por violar la Constitución mozambiqueña, argumentando que Mondlane y sus partidarios habían cometido «delitos electorales, irregularidades, delitos comunes y violaciones de las normas ético-electorales». Mondlane había reclamado una victoria que el Fiscal General clasificó como «incitación a la violencia y al desorden público». Mondlane también está publicando los resultados de su conteo paralelo de votos, que el fiscal general clasificó como «comportamiento que viola los principios y normas éticas y electorales».
El 17 de octubre, el escritor angoleño José Eduardo Agualusa criticó a Venâncio Mondlane por «una actitud de poca madurez democrática» y que Mondlane estaba tratando de «subvertir la constitución». Agualusa también pidió al gobierno de turno que haga «responsable a Mondlane por esas declaraciones» y que su buen desempeño, aunque no ganó, fue «la gran revolución» de la era actual y como tal necesita ser más responsable. Agualusa también dijo: Renamo, de hecho, es el gran perdedor en este proceso.
El 18 de octubre, Elvino Dias, abogado de PODEMOS y uno de los asesores de Mondlane, fue asesinado a tiros en su coche junto con el portavoz del partido, Paulo Guambe, por atacantes no identificados en Maputo. En el momento de su muerte, Dias se preparaba para presentar un caso ante el Tribunal Constitucional para impugnar el resultado. Mondlane acusó a las fuerzas de seguridad de ser responsables, mientras que la UE, la Unión Africana, Estados Unidos y Portugal condenaron los asesinatos. El 21 de octubre, la policía disparó gas lacrimógeno contra Mondlane mientras daba entrevistas en el lugar de los asesinatos de Dias y Guambe. Mondlane dijo que la policía trató de impedirle salir a participar en las protestas. Ese mismo día también estallaron protestas en Maputo, Beira, Nampula y la provincia de Gaza como parte de la huelga convocada por Mondlane, que se saldó con la detención de seis personas y 16 heridas, entre ellas dos periodistas.
El 25 de octubre estallaron disturbios en todo el país después de que el gobierno anunciara que Chapo había ganado y cerrado el paso fronterizo con Sudáfrica en Ressano García. Barreras improvisadas bloquearon las carreteras principales de Maputo, y los manifestantes afirmaron que no tienen "nada que perder" debido al mal estado económico en el que se encuentra el país desde que TotalEnergies SE retrasó la construcción de una planta de gas natural de 20 000 millones de dólares debido a la insurgencia en Cabo Delgado. Mondlane declaró en una transmisión en vivo que los resultados electorales del 71 % para Chapo eran «totalmente absurdos» y que «La revolución ha llegado... Ha llegado el momento». Durante estos disturbios, las fuerzas de seguridad mozambiqueñas mataron al menos a 11 manifestantes y utilizaron munición real y gas lacrimógeno para dispersar a la multitud, lo que fue recibido con fuertes críticas por parte de Human Rights Watch. Además, otras 50 personas resultaron heridas y más de 400 manifestantes fueron detenidos en un período de dos días, del 24 al 25 de octubre.
El 28 de octubre, Mondlane llamó a la formación de un «Gobierno de Unidad Nacional» rival formado por todos los partidos de la oposición para formar un frente unido contra el FRELIMO. Todos los partidos de la oposición, excepto RENAMO, se unieron a esta coalición, incluidos Nueva Democracia y MDM.
El presidente saliente, Filipe Nyusi, instó a los residentes a quedarse en casa en medio de las protestas. El 29 de octubre, Mondlane convocó una huelga de una semana y una marcha de 4 millones de personas sobre Maputo el 7 de noviembre para abrumar a las autoridades mozambiqueñas con el tamaño de una protesta.